# Days and Nights
Pour les articles homonymes, voir Day and Night.
Pour plus de détails, voir Fiche technique et Distribution.
Days and Nights est un film américain réalisé par Christian Camargo, sorti en 2014. Il s'agit d'une adaptation libre de la pièce La Mouette d'Anton Tchekhov

## Fiche technique
- Titre original : Days and Nights
- Réalisateur et scénariste : Christian Camargo
- Productrice : Juliet Rylance
- Chefs monteurs : Ron Dulin et Sarah Flack
- Pays :  États-Unis
- Date de sortie :
  - États-Unis : 4 janvier 2014 (Festival international du film de Palm Springs), 26 septembre 2014
  - Portugal : 9 avril 2015

## Distribution
- Katie Holmes (VF : Alexandra Garijo) : Alex
- Allison Janney : Elizabeth
- Ben Whishaw (VF : Yoann Sover) : Eric
- Mark Rylance : Stephen
- Jean Reno : Louis
- Michael Nyqvist : Johan
- William Hurt : Herb
- Christian Camargo : Peter